# 鳴滝翔月
鳴滝 翔月（なるたき かづき、1998年11月13日 - ）は、京都府京都市右京区出身で、伊勢ノ海部屋所属の現役大相撲力士。本名は花井 翔月（はない かづき）。身長176.0cm、体重122.8kg、血液型はA型。最高位は西幕下10枚目（2024年1月場所）。兄は同じ伊勢ノ海部屋に所属する京の里。

## 来歴
小学校までは野球をしていたが、京都市立嵯峨中学校の相撲部顧問に勧誘されて、中学校1年次から相撲を始めた。京都市立日吉ヶ丘高校在学中は、1年次と3年次に高校総体で32強入りしている。高校在学中に兄が所属する大相撲の伊勢ノ海部屋に入門し、2016年11月場所で初土俵を踏んだ。初土俵当初から、江戸時代の関脇の四股名の鳴滝を名乗る。本人は伝統の四股名をもらったことから、相撲の歴史を汚さないためにもおめおめと京都には帰れないと覚悟したという。
初めて番付に名前の載った2017年1月場所は、6勝1敗で優勝決定戦に進出したが、若山に敗れて序ノ口優勝を逃した。敗北を機に肉体改造を図るべく一旦体重を10kg落とそうとしたところ、予定を上回る20kgも落ちてしまったことで力が出なくなり、三段目に昇進した同年5月場所から2場所連続の負け越しとなった。その後は筋肉が付き始めて体重は徐々に戻っていき、同年9月場所では7戦全勝で序二段優勝を果たした。翌11月場所で三段目に復帰し、2019年1月場所で幕下に昇進した。2021年5月場所は右腕の筋肉を断裂して途中休場、7月場所も手術直後のため全休となった。同年9月場所で復帰し、西三段目73枚目で6勝を挙げた。

## 人物
- 伊勢ノ海部屋付きの10代甲山（元幕内・大碇）は、2017年9月時点で「うちの部屋で一番稽古をやる」[3]、2020年12月時点で十両の錦木とも「稽古場だったらいい勝負をしています」[7]と、鳴滝のことを評価している。
- 小学校4年生から高校3年生までピアノ教室に通ってピアノを習っており[3][8]、大相撲入門後も趣味としている[1]。都内のスタジオで時には6時間以上没頭するほど熱中する趣味で、部屋の力士たちに自作した曲を披露することも少なくない。ピアノとの出合いは好きな女の子に誘われたことにあった。十八番はTM NETWORKの『Get Wild』。ピアノが好きな理由として「僕は音楽には上とか下がないと思っていて、自分を好きなように表現できるところが良いですよね」と答えている[8]。
- 東京相撲の系譜を継ぐ現在の大相撲の京都府からの新弟子自体は歴史的にも少ない傾向にあり、鳴滝自身も同じ京都市出身の10代甲山の縁で入門するのでなければ大相撲に進むことはなかったと言われる。

## 主な成績
2025年7月場所終了現在

### 通算成績
- 通算成績：192勝155敗10休（52場所）

### 各段優勝
- 序二段優勝：1回（2017年9月場所）

### 場所別成績
| | 一月場所 初場所（東京） | 三月場所 春場所（大阪） | 五月場所 夏場所（東京） | 七月場所 名古屋場所（愛知） | 九月場所 秋場所（東京） | 十一月場所 九州場所（福岡） |
| --- | ----------------------- | ----------------------- | ----------------------- | --------------------------- | ----------------------- | --------------------------- |
| 2016年 （平成28年） | x                       | x                       | x                       | x                           | x                       | （前相撲）                  |
| 2017年 （平成29年） | 東序ノ口17枚目 6–1      | 東序二段33枚目 5–2      | 東三段目96枚目 2–5      | 西序二段27枚目 3–4          | 東序二段62枚目 優勝 7–0 | 東三段目63枚目 5–2          |
| 2018年 （平成30年） | 東三段目29枚目 4–3      | 東三段目21枚目 3–4      | 東三段目37枚目 3–4      | 東三段目52枚目 4–3          | 西三段目34枚目 4–3      | 東三段目22枚目 5–2          |
| 2019年 （平成31年 /令和元年） | 西幕下56枚目 4–3        | 西幕下46枚目 2–5        | 東幕下60枚目 3–4        | 東三段目14枚目 5–2          | 西幕下53枚目 4–3        | 西幕下47枚目 3–4            |
| 2020年 （令和2年） | 東幕下57枚目 4–3        | 西幕下48枚目 2–5        | 感染症拡大 により中止   | 東三段目14枚目 5–2          | 西幕下52枚目 5–2        | 西幕下30枚目 4–3            |
| 2021年 （令和3年） | 東幕下24枚目 2–5        | 西幕下39枚目 3–4        | 西幕下45枚目 1–3–3      | 東三段目13枚目 休場 0–0–7   | 西三段目73枚目 6–1      | 東三段目17枚目 5–2          |
| 2022年 （令和4年） | 西幕下52枚目 6–1        | 西幕下23枚目 4–3        | 東幕下18枚目 1–6        | 西幕下43枚目 3–4            | 西幕下43枚目 4–3        | 西幕下36枚目 5–2            |
| 2023年 （令和5年） | 東幕下22枚目 3–4        | 東幕下29枚目 5–2        | 西幕下21枚目 3–4        | 西幕下30枚目 3–4            | 西幕下36枚目 5–2        | 東幕下21枚目 5–2            |
| 2024年 （令和6年） | 西幕下10枚目 2–5        | 東幕下23枚目 4–3        | 東幕下18枚目 3–4        | 西幕下25枚目 3–4            | 東幕下36枚目 3–4        | 東幕下45枚目 4–3            |
| 2025年 （令和7年） | 西幕下35枚目 5–2        | 西幕下18枚目 4–3        | 西幕下13枚目 3–4        | 西幕下21枚目 5–2            | x                       | x                           |
| 各欄の数字は、「勝ち-負け-休場」を示す。 優勝 引退 休場 十両 幕下 三賞：敢=敢闘賞、殊=殊勲賞、技=技能賞 その他：★=金星 番付階級：幕内 - 十両 - 幕下 - 三段目 - 序二段 - 序ノ口 幕内序列：横綱 - 大関 - 関脇 - 小結 - 前頭（「#数字」は各位内の序列） |                         |                         |                         |                             |                         |                             |

## 改名歴
- 鳴滝 翔月（なるたき かづき）2016年11月場所 -